# 托德薩克·加潘
托德薩克·加潘（英語：Terdsak Janpan），泰國人，專門為電影製作配樂的配樂師。

## 簡歷
幾次與台灣的電影製作合作，共同譜曲作樂。
2007年，與周杰倫共同創作《不能說的秘密》中的樂曲，兩人聯手炮製的21首電影配樂，並入圍第44屆金馬獎最佳原創電影音樂，也在第19屆金曲獎以《不能說的．秘密──琴房》，與周杰倫一同獲得最佳作曲人獎。 
2009年，Terdsak Janpan的工作室Cine digital sound studio Thailand，為《痞子英雄》創作了十三首配樂與一首片尾曲收錄在原聲帶中。內容有輕快、詭譎、沉重，隨著劇情發展分別運用，為故事大大加分。也許是因為戲劇背景設定在一個虛擬城市，Terdsak Janpan使用較多電子音效，顯得音感表現比較偏向電子樂，也降低了Terdsak Janpan一貫的華麗風格。Cine digital sound studio Thailand僅用弦樂、鼓、琴、吉他、貝斯和電腦混音，就完成了所有創作。假使製作成本能再提升，使用大型管絃樂團來演奏，氣勢一定能更磅礡撼動。許多喜愛「痞子英雄」的劇迷們也紛紛表示，原聲帶並沒有將全劇的配樂收錄完整，期待能再出第二輯的原聲帶。
Terdsak Janpan與蔡岳勳展開合作，雙方頻頻利用電子郵件進行討論，蔡岳勳也親自到泰國的工作室做確認。最後的成果雙方滿意，蔡岳勳為了感謝Terdsak Janpan，將他與莉嘉錄音工坊一同提報金鐘的音效獎。卻也因為整個音樂的製作過程都在泰國進行，Terdsak Janpan從沒入境台灣。新聞局在審定入圍名單時，發現Terdsak Janpan並沒有在台工作證，因而取消他的入圍資格，使名單上只剩莉嘉錄音工坊。雖然蔡岳勳向新聞處處長請命，但規則已定，無法更改。

## 風格
Terdsak Janpan為人稱道的地方在於畫面感，讓人一聽到音樂就能浮現出場景或劇情。這種獨到的能力在於製作上的努力，Terdsak Janpan會充分了解劇情，甚至等故事畫面出來後再慢慢作曲。讓人驚艷的音樂作品，使Terdsak Janpan與台灣戲劇合作越來越密切，頻頻向獎項叩關。

## 電影配樂作品
- 2006年《鬼宿舍》
- 2007年《不能說的秘密》

```
1. Opening
2. 腳踏車
3. 早操
4. 淡水海邊
5. 鬥琴
6. 湘倫小雨四手聯彈
7. Ride With Me
8. 父與子
9. 情人的眼淚- 姚蘇蓉
10. First Kiss
11. 女孩别為我哭泣
12. 晴天娃娃
13. 阿郎與阿寶
14. 與父共舞
15. 路小雨
16. The Swan
17. Flash Back
18. Secret (慢板)
19. Angel
20. 小雨寫立可白Ⅰ
21. 小雨寫立可白Ⅱ
22. Secret (加長快版)
23. 琴房
24. Ending
25. 不能說的秘密
```

- 2009年《痞子英雄》

```
1. 黑暗序曲
2. 來襲
3. 密謀者
4. 魔化
5. 迷霧
6. Perfect Stranger
7. 看不見的敵人
8. 真相
9. 最後的戰役
10. 黑暗黎明
11. Black & White
```

## 相關作品
- 《鬼宿舍》
- 《不能說的秘密》
- 《痞子英雄》
- 《痞子英雄首部曲 : 全面開戰》